# Nan-si (drama)
Nan-si (čínsky pchin-jinem nánxì, znaky zjednodušené 南戏, tradiční 南戲), doslova jižní hry, je čínský středověký divadelní žánr sungského a jüanského období. Jeho rozvoje spadá do 12. – 14. století. Je významný jak z historického hlediska, tak jako předchůdce her čchuan-čchi, resp. čínské opery.

## Historie
Nan-si vznikly v sungském období, ve 12. století, v jižní Číně, přesněji v Jung-ťia (moderní Wen-čou v provincii Če-ťiang), proto byly původně nazývány jung-ťia ca-ťü, nebo wen-čou ca-ťü. Byly lidovou zábavou v hovorovém jazyce, používaly místní lidové písně. S hrami ca-ťü rozšířenými v tehdejší sungské Číně měly společné střídání zpěvu a mluveného slova; lišily se větším počtem dějství, narativním zpívaným úvodem, tím, že v nich zpívaly všechny postavy, jejich dějství vždy začínalo písní a pokračovalo promluvou.
Původně lokální divadelní útvar získal na významu, když koncem 12. století pronikl do sungského hlavního města Chang-čou. V Chang-čou se psaní nan-si kromě profesionálních herců ujali i členové místních literárních kroužků.
V jüanském období (13.–14. století) byly jižní hry nan-si i v Chang-čou částečně vytlačeny jüanskými ca-ťü. Během přechodu Jüan/Ming se v druhé polovině 14. století z nan-si vyvinuly hry typu čchuan-čchi, které převládaly v čínských divadlech do 16. století.
Mingský učenec Sü Wej ve druhé polovině 16. století ve sborníku Nan-cch’ sü-lu vypsal seznam 65 her nan-si ze sungské a jüanské doby. Z nich přežily pouze fragmenty, kromě tří plných her zachovaných v Encyklopedii Jung-le. Patrně nejslavnější a další zachovanou nan-si je Hra o loutně, kterou napsal čeťiangský dramatik Kao Ming v samém konci jüanské epochy.